# Pewaukee
Pewaukee é uma cidade localizada no estado norte-americano de Wisconsin, no Condado de Waukesha.

## Demografia
Segundo o censo norte-americano de 2000, a sua população era de 11.783 habitantes.
Em 2006, foi estimada uma população de 12.789, um aumento de 1006 (8.5%).

## Geografia
De acordo com o United States Census Bureau tem uma área de
60,2 km², dos quais 56,4 km² cobertos por terra e 3,8 km² cobertos por água.

## Localidades na vizinhança
O diagrama seguinte representa as localidades num raio de 12 km ao redor de Pewaukee.